# Либеральная партия Кубы
Либера́льная па́ртия Ку́бы (исп. Partido Liberal de Cuba ) — бывшая центристская, затем правоцентристская политическая партия Кубы. Была основана в 1878 году, распущена в 1952 году.

## История
Партия была основана в 1878 году как Автономистская либеральная партия членами кубинской буржуазии для выражения своих либеральных идей и для борьбы за политическую автономию Кубы. В 1898 году стала называться Либеральной партией. Была одной из основных партий Кубы с 1910-х годов до 1952 года, когда она была распущена в результате государственного переворота 10 марта 1952 года, когда к власти пришёл Фульхенсио Батиста, ещё до Кубинской революции.

## Участие в выборах
Либеральная партия впервые участвовала в парламентских выборах 1910 года, когда получила 23 из 41 места Палаты представителей на промежуточных выборах. Однако, она проиграла выборы 1912 года, выступая в составе Патриотического соединения. Затем стала второй на выборах 1914, 1916 (когда она получила равное количество мест в Палате представителей, что и Национальная консервативная партия, но уступила последней в Сенате; либералы считали выборы сфальсифицированными и подняли восстание) и 1918 годов.
На выборах 1920 года выходец из партии Альфредо Саяс-и-Альфонсо победил на президентских выборах, но уже как кандидат Кубинской народной партии, а либералы уступили на парламентских выборах альянсу Национальной консервативной и Народной партий под названием Национальная лига. Вскоре, однако, они одержали победу на промежуточных выборах 1922 года. В ходе всеобщих выборов 1924 года партия заключила альянс с Кубинской народной партией. Либерал Херардо Мачадо победил на президентских выборах (и вскоре вопреки обещаниям повёл страну к авторитарному режиму), а альянс победил на выборах и в Сенат, и в Палату представителей.
В 1928 году были проведены выборы в Конституционное собрание, на которых Либеральная партия получила 29 из 55 мест, а затем партия также выиграла промежуточные выборы в 1930 и 1932 годах. На всеобщих выборах 1936 года партия одержала победу на парламентских выборах в составе Трёхсторонней коалиции с Националистическим союзом и Республиканской акцией. Кандидат Либеральной партии Мигель Мариано Гомес стал президентом. Либеральная партия победила на промежуточных выборах 1938 года.
На выборах 1940 года была составляющей победившей Демократическо-социалистической коалиции, включавшей также Революционно-коммунистический союз, Республиканско-демократическую партию, Прогрессивное действие, консервативные Национальный союз и Демократическую национальную ассоциацию, став крупнейшей партией после «аутентиков». На выборах 1942 года у неё было первое место наряду с Демократической партией.
С 1940-х годов, однако, партия оказалась на вторых ролях, уступая на парламентских и президентских выборах.